# Chronologie de la décolonisation de l'Afrique
La chronologie de la décolonisation de l’Afrique liste les pays d’Afrique par date de décolonisation de leur(s) ancienne(s) puissance(s) coloniale(s) généralement concomitante avec leurs indépendances (même s’il y a quelques exceptions comme l’Érythrée, le Soudan du Sud… où la décolonisation précède de plusieurs décennies les indépendances).
L’Éthiopie, n’ayant jamais été colonisée, ne figure pas dans la liste : juridiquement elle ne fut qu’occupée pendant cinq ans par les Italiens à l’époque de l’Empire italien d’Éthiopie et cette occupation ne fut que très partielle, l’Italie n’ayant le contrôle militaire que sur des zones réduites du pays.

Dates d’indépendance des pays africains.

Pays africains par ordre d’accès à l’indépendance.

## Dates de décolonisation par pays
Les drapeaux et noms des pays dans le tableau sont les drapeaux et noms actuels.
| Pays                             | Date de décolonisation | Dernière(s) puissance(s) coloniale(s) | Premier chef d’État |
| -------------------------------- | --- | --- | --- |
| Liberia                          | 26 juillet 1847 | American Colonization Society | Joseph Jenkins Roberts |
| Afrique du Sud                   | 31 mai 1910 (entrée en vigueur du South Africa Act, pays alors communément appelé en français « Union sud-africaine ») 11 décembre 1931 (statut de Westminster qui abolit quelques pouvoirs qu’avait conservés le gouvernement britannique) | Royaume-Uni | George V représenté par les Gouverneurs généraux Herbert Gladstone (en 1910) et George Villiers (en 1931) |
| Égypte                           | 28 février 1922 | Royaume-Uni | Fouad Ier |
| Libye                            | 24 décembre 1951 (proclamation de l’indépendance et de l’unité du pays) 1er mars 1949 (pour la Cyrénaïque) 23 décembre 1951 (transfert du pouvoir pour la Tripolitaine et le Fezzan) | Italie (avec transition britannique en Cyrénaïque et en Tripolitaine et française au Fezzan)                                                                                               | Idris al-Mahdi |
| Érythrée                         | 15 septembre 1952 (départ des Européens, création de la Fédération de l’Éthiopie et de l’Érythrée) 24 mai 1993 (indépendance) | Italie (avec transition britannique) | Haïlé Sélassié Ier (empereur d’Éthiopie en 1952) Isaias Afwerki (président de l’État d’Érythrée en 1993) |
| Soudan                           | 1er janvier 1956 | Royaume-Uni | Ismaïl al-Azhari |
| Soudan du Sud                    | 1er janvier 1956 (au sein du Soudan) 9 juillet 2011 (indépendance) | Royaume-Uni | Ismaïl al-Azhari (Premier ministre du Soudan en 1956) Salva Kiir (président de la République du Soudan du Sud en 2011) |
| Maroc                            | 2 mars 1956 (pour le protectorat français au Maroc) 7 avril 1956 (pour la zone nord du protectorat espagnol au Maroc) 29 octobre 1956 (pour la zone internationale de Tanger) 2 avril 1958 (pour la zone sud du protectorat espagnol au Maroc) 30 juin 1969 (pour la colonie espagnole d’Ifni)                                                       | France, Espagne et pour Tanger, administration conjointe de la France, de l’Espagne, du Royaume-Uni, du Portugal, de l’Italie, de la Belgique, des Pays-Bas, de la Suède et des États-Unis | Mohammed V (en 1956 ou 1958) Hassan II (en 1969) |
| Tunisie                          | 20 mars 1956 | France | Habib Bourguiba |
| Ghana                            | 6 mars 1957 | Royaume-Uni | Kwame Nkrumah |
| Guinée                           | 2 octobre 1958 | France | Ahmed Sékou Touré |
| Cameroun                         | 1er janvier 1960 (pour le Cameroun français) 1er octobre 1961 (pour le Cameroun méridional britannique) | France, Royaume-Uni | Ahmadou Ahidjo |
| Togo                             | 27 avril 1960 | France | Sylvanus Olympio |
| Sénégal                          | 20 juin 1960 (indépendance mais au sein de la fédération du Mali, mais quitte la fédération du Mali le 20 août 1960 ; indépendance fêtée le 4 avril 1960 qui est le jour de la signature de l’accord appliqué le 20 juin) | France | Léopold Sédar Senghor |
| Mali                             | 20 juin 1960 (indépendance comme « République soudanaise » mais au sein de la fédération du Mali, mais « proclamation de l’indépendance » le 22 septembre 1960 comme « république du Mali », premier jour de l’application de la nouvelle constitution et reconnaissance du fait que le Sénégal a quitté la fédération le mois précédent le 20 août) | France | Modibo Keïta |
| Madagascar                       | 26 juin 1960 | France | Philibert Tsiranana |
| Somalie                          | 26 juin 1960 (pour la Somalie britannique) 1er juillet 1960 (pour la Somalie italienne) | Italie, Royaume-Uni | Aden Abdullah Osman Daar |
| République démocratique du Congo | 30 juin 1960 (sous le nom de « République du Congo », communément appelée « Congo-Léopoldville » puis « Congo-Kinshasa » pour la distinguer de l’autre « Congo » voisin, voir le tableau au 15 août 1960) | Belgique | Joseph Kasa-Vubu |
| Bénin                            | 1er août 1960 (sous le nom « Dahomey ») (31 juillet 1961 pour le fort portugais de Ouidah) | France (et Portugal uniquement pour le fort de Ouidah) | Hubert Maga |
| Niger                            | 3 août 1960 | France | Hamani Diori |
| Burkina Faso                     | 5 août 1960 (sous le nom « Haute-Volta ») | France | Maurice Yaméogo |
| Côte d'Ivoire                    | 7 août 1960 | France | Félix Houphouët-Boigny |
| Tchad                            | 11 août 1960 | France | François Tombalbaye |
| République centrafricaine        | 13 août 1960 | France | David Dacko |
| République du Congo              | 15 août 1960 (communément appelée « Congo-Brazzaville » pour la distinguer de l’autre « Congo » voisin, voir le tableau au 30 juin 1960) | France | Fulbert Youlou |
| Gabon                            | 17 août 1960 | France | Léon Mba |
| Nigeria                          | 1er octobre 1960 (pour Colonie et protectorat du Nigéria) 31 mai 1961 (pour le Cameroun septentrional britannique) | Royaume-Uni | Abubakar Tafawa Balewa |
| Mauritanie                       | 28 novembre 1960 | France | Moktar Ould Daddah |
| Sierra Leone                     | 27 avril 1961 | Royaume-Uni | Milton Margai |
| Tanzanie                         | 9 décembre 1961 (pour le Tanganyika) 10 décembre 1963 (pour Zanzibar) 26 avril 1964 (fusion des deux entités pour former la république-unie de Tanzanie) | Royaume-Uni | Julius Nyerere (Premier ministre du Tanganyika en 1961 et président de Tanzanie en 1964) Jamshid ben Abdallah (sultan de Zanzibar en 1963) |
| Rwanda                           | 1er juillet 1962 | Belgique | Grégoire Kayibanda |
| Burundi                          | 1er juillet 1962 | Belgique | Mwambutsa IV |
| Algérie                          | 5 juillet 1962 | France | Ahmed Ben Bella |
| Ouganda                          | 9 octobre 1962 | Royaume-Uni | Milton Obote |
| Kenya                            | 12 décembre 1963 | Royaume-Uni | Jomo Kenyatta |
| Malawi                           | 6 juillet 1964 | Royaume-Uni | Hastings Kamuzu Banda |
| Zambie                           | 24 octobre 1964 | Royaume-Uni | Kenneth Kaunda |
| Gambie                           | 18 février 1965 | Royaume-Uni | Dawda Kairaba Jawara |
| Botswana                         | 30 septembre 1966 | Royaume-Uni | Seretse Khama |
| Lesotho                          | 4 octobre 1966 | Royaume-Uni | Joseph Leabua Jonathan |
| Maurice                          | 12 mars 1968 (restitution de l'archipel des Chagos en 2025) | Royaume-Uni | Seewoosagur Ramgoolam |
| Eswatini                         | 6 septembre 1968 (sous le nom « Swaziland ») | Royaume-Uni | Sobhuza II |
| Guinée équatoriale               | 12 octobre 1968 | Espagne | Francisco Macías Nguema |
| Guinée-Bissau                    | 24 septembre 1973 (déclaration d’indépendance) 10 septembre 1974 (reconnaissance par la puissance coloniale) | Portugal | Luís Cabral |
| Mozambique                       | 25 juin 1975 | Portugal | Samora Machel |
| Cap-Vert                         | 5 juillet 1975 | Portugal | Aristides Pereira |
| Comores                          | 6 juillet 1975 | France | Ahmed Abdallah Abderamane |
| Sao Tomé-et-Principe             | 12 juillet 1975 | Portugal | Manuel Pinto da Costa |
| Angola                           | 11 novembre 1975 | Portugal | Agostinho Neto |
| Sahara occidental                | 26 février 1976 (départ des Espagnols) 27 février 1976 (proclamation d’indépendance de la République arabe sahraouie démocratique) | Espagne | Hassan II (roi du Maroc, pays ayant le contrôle de la partie nord du pays en 1976) Moktar Ould Daddah (président de la République islamique de Mauritanie, pays ayant le contrôle de la partie sud du pays en 1976) El-Ouali Moustapha Sayed (président du Conseil révolutionnaire de la République arabe sahraouie démocratique en 1976) |
| Seychelles                       | 29 juin 1976 | Royaume-Uni | James Mancham |
| Djibouti                         | 27 juin 1977 | France | Hassan Gouled Aptidon |
| Zimbabwe                         | 18 avril 1980 (11 novembre 1965 sous le nom « Rhodésie », non reconnue par la communauté internationale) | Royaume-Uni | Ian Smith (en 1965) Robert Mugabe (en 1980) |
| Namibie                          | 21 mars 1990 (28 février 1994 pour Walvis Bay) | Afrique du Sud | Sam Nujoma |

## Voir Aussi
- Chronologie de la décolonisation
- Décolonisation, Indépendance (politique)
- Peuple autochtone, Droit des peuples autochtones (Déclaration des droits des peuples autochtones)
- Liste des territoires non autonomes selon l'Organisation des Nations unies
- Néocolonialisme
- Études postcoloniales, Études décoloniales, Études culturelles